# Nachbildung

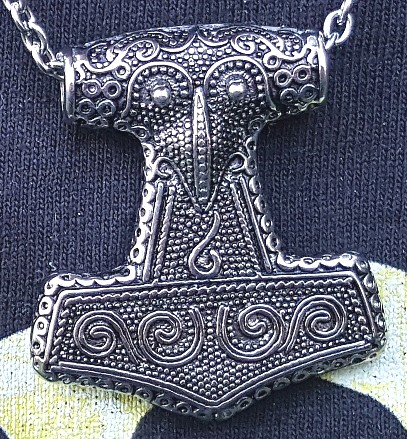
Nachbildung des Thorshammers von Schonen, Schweden; Originalfund von etwa 1000 n. Chr.

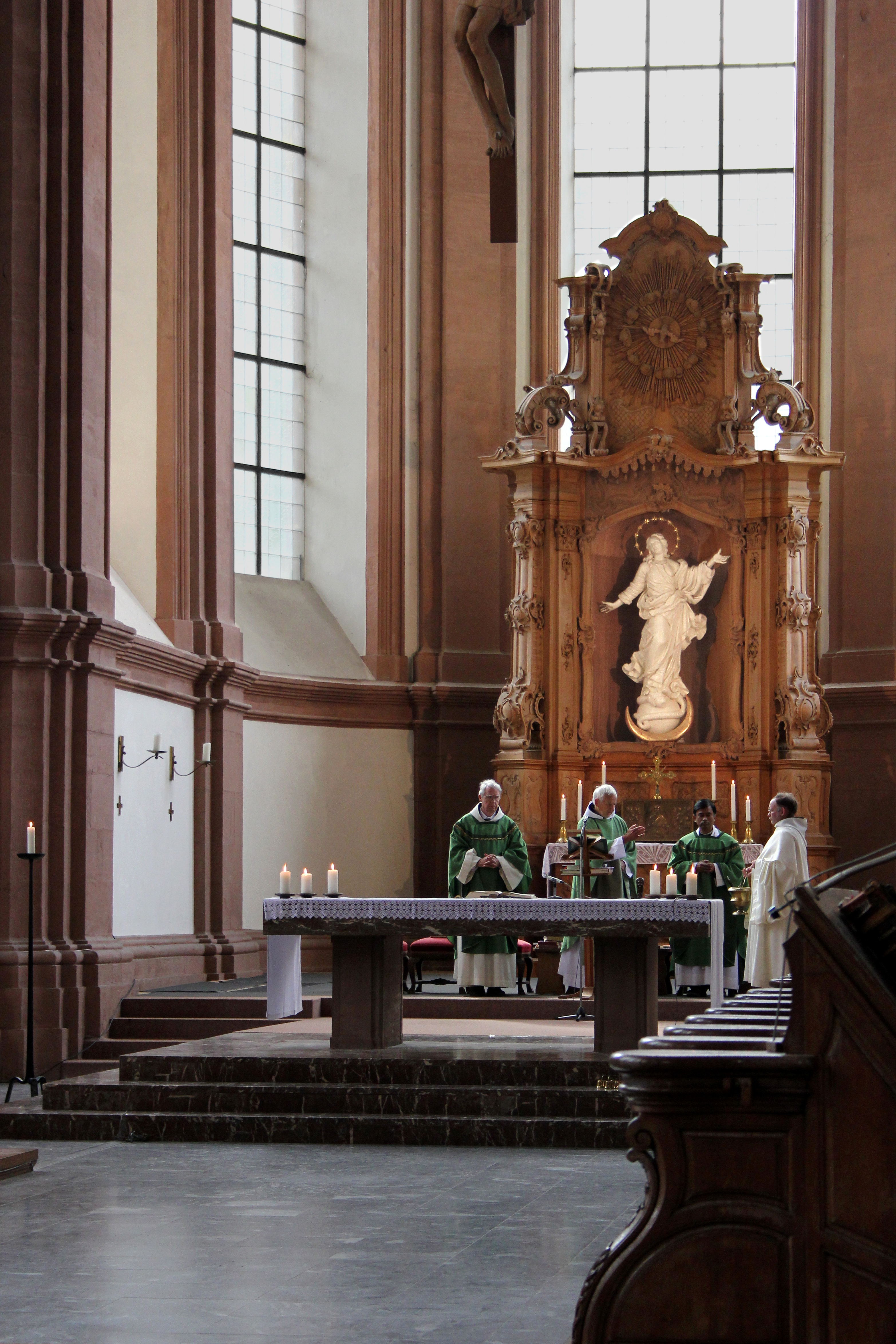
Altar in der ab 1952 nach dem Original wiederaufgebauten Abteikirche von Himmerod mit der Nachbildung der Immaculata aus dem Stift Stams in Tirol aus der Zeit um 1720

Eine Nachbildung ist ein nach einem Original bzw. Vorbild angefertigtes Werk. Ähnliche Bedeutung in verschiedenen Zusammenhängen haben die Begriffe Abbild, Kopie, Replik (Replika, Replikat, Replikation), Reproduktion und Attrappe.
Originalgetreue Reproduktionen von Dokumenten, Manuskripten, Büchern, Karten und Kunstdrucken bezeichnet man auch als Faksimiles.

## Beispiele
Gegenständlich kann unter Nachbildung Verschiedenes verstanden werden wie zum Beispiel ein verändertes Kunstwerk oder eine Rekonstruktion kunsthistorischer Zusammenhänge: ein Vorführmodell (Mock-up), ein vervielfältigter Gegenstand oder ein Gegenstück, ein Abbild. Es gibt Nachbildungen von Körperteilen aus der Tier- und Pflanzenwelt sowie vom Menschen. Diese manchmal als „Phantome“ verwendeten Nachbildungen dienen beispielsweise der anschaulichen und/oder modellhaften Erläuterung inhaltlicher Zusammenhänge im Unterricht. Phantome, die physikalische Eigenschaften (wie z. B. Absorptionsverhalten oder Streueigenschaften eines biologischen Gewebes) abbilden, werden für Simulationen verwendet. Als Beispiel sei das Wasserphantom genannt.
Nachbildungen von Kunstwerken werden unter anderem angefertigt, um etwa ein ursprünglich im Freien stehendes Original, das aus Schutzgründen in ein Museum verbracht wurde, zu ersetzen. Auch werden solche Nachbildungen genutzt, um den ursprünglichen Zustand eines in der Zwischenzeit beschädigten oder veränderten Kunstwerks zu demonstrieren. Im Innenhof des Landesmuseums Trier steht etwa eine Nachbildung bzw. ein Abguss der Igeler Säule, an der die ursprüngliche Farbgebung rekonstruiert wurde. Das türkische Museum der Tekkeköy-Höhlen präsentiert ausschließlich Kopien der Artefakte jener Höhlen im Schwarzmeergebiet, während die Originale Bestandteil anderer Museen sind.
Bei kleineren Objekten, etwa Skulpturen in Kirchen, können auch Sicherheitsaspekte (Diebstahlgefahr) dafür sprechen, das Original sicher zu verwahren und gegen eine Kopie auszutauschen.

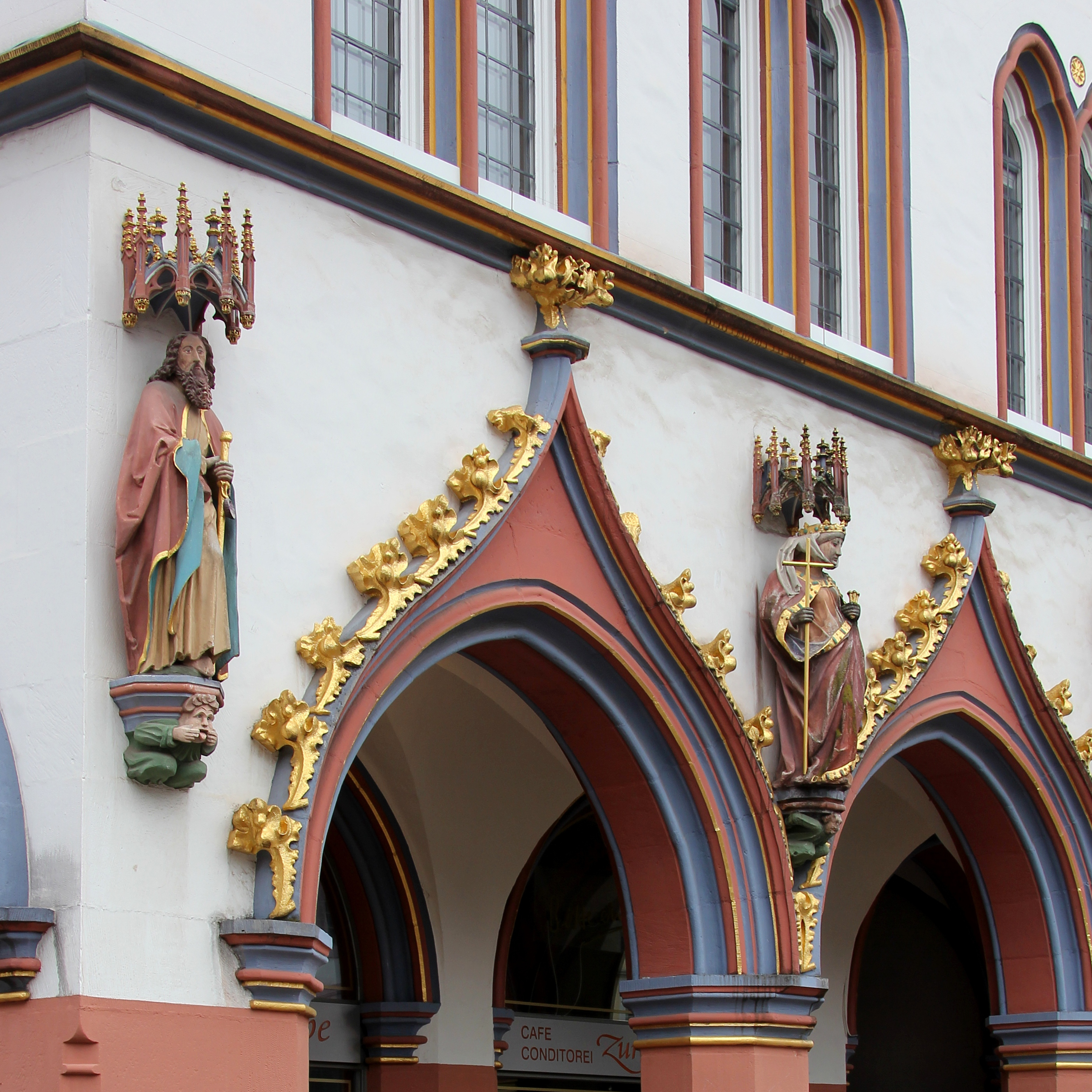
„Steipe“ in Trier, Detail

Auch die Vervollständigung größerer Objekte oder Architekturen kann mithilfe von Kopien erreicht werden, wenn etwa die Skulpturen eines Altars später in Museumsbesitz gelangten, das Retabel aber noch in einer Kirche steht und durch Einfügen von Kopien der ursprüngliche Zustand dort rekonstruiert werden kann.
In vielen Städten und Dörfern wurden die im Krieg zerstörten historischen Gebäude originalgetreu wiederaufgebaut. Ein Beispiel dafür ist die Steipe in Trier, die in spätgotischem Stil rekonstruiert wurde. Die Figuren an der Fassade, die den Krieg überdauert hatten, sind Kopien. Die Originale stehen im Stadtmuseum Simeonstift.
Im Bereich der Malerei wurden gemalte Kopien in der Vergangenheit häufig angefertigt, da sie die einzige Möglichkeit der originalgetreuen und farbigen Reproduktion eines berühmten Gemäldes waren. Allerdings wurden auch weniger berühmte Bilder aus diesem Grund kopiert, etwa Porträts von Verwandten und Vorfahren für verschiedene Familienzweige. Auch war das Kopieren von Gemälden Bestandteil der Ausbildung von Malern, die auf diese Weise die Technik der als vorbildlich angesehenen Künstler bis ins Detail studieren konnten.

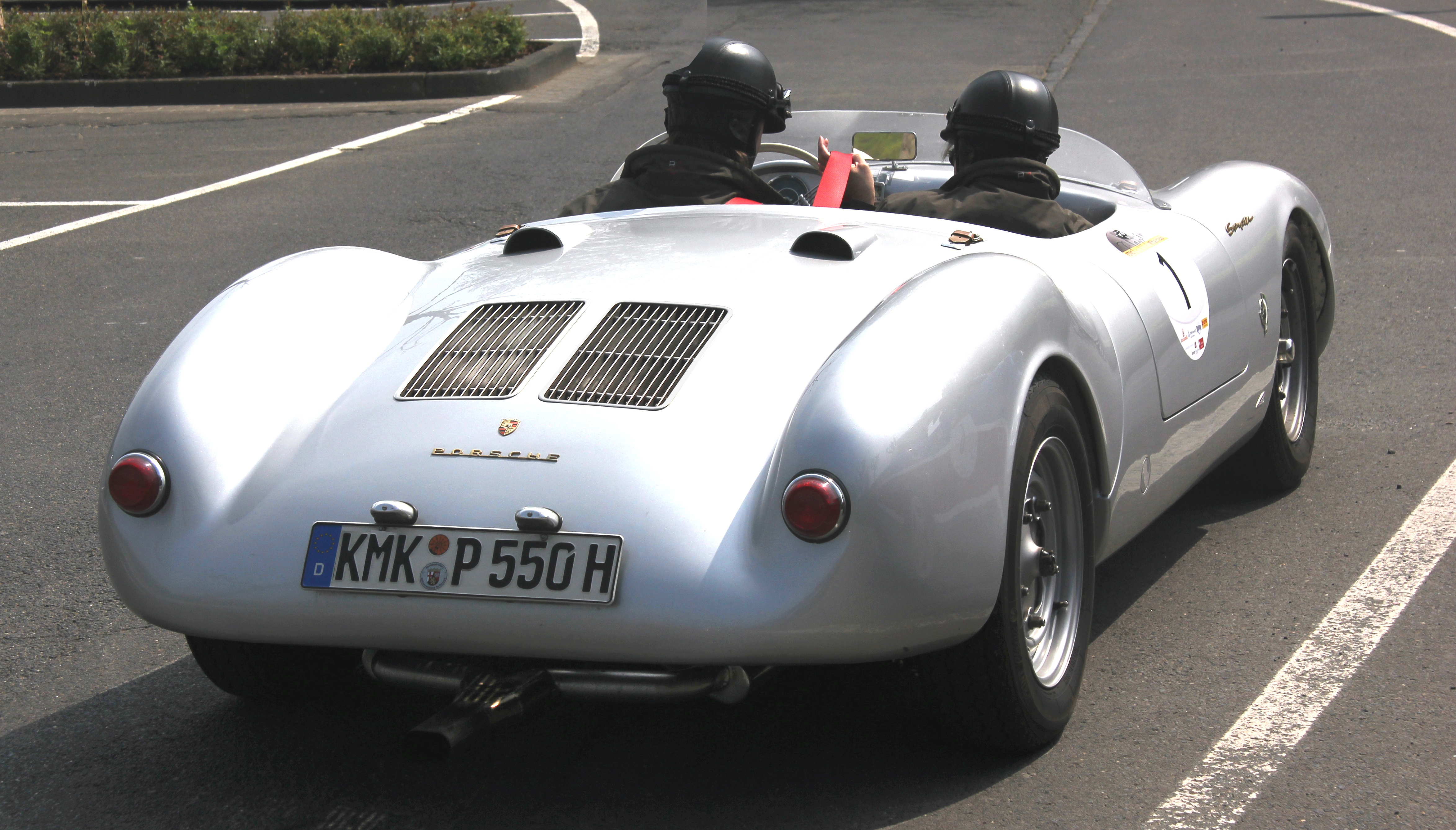
Replika eines Porsche 550 der 1950er-Jahre

Im Automobilbau ist mit Replika der äußerlich möglichst originalgetreue Nachbau eines Fahrzeugs oder Fahrzeugmodells gemeint, oft mit moderner Technik ausgestattet. „Historisch“ aussehende Fahrzeuge ohne bestimmtes Vorbild nennt man dagegen Neo-Classics.

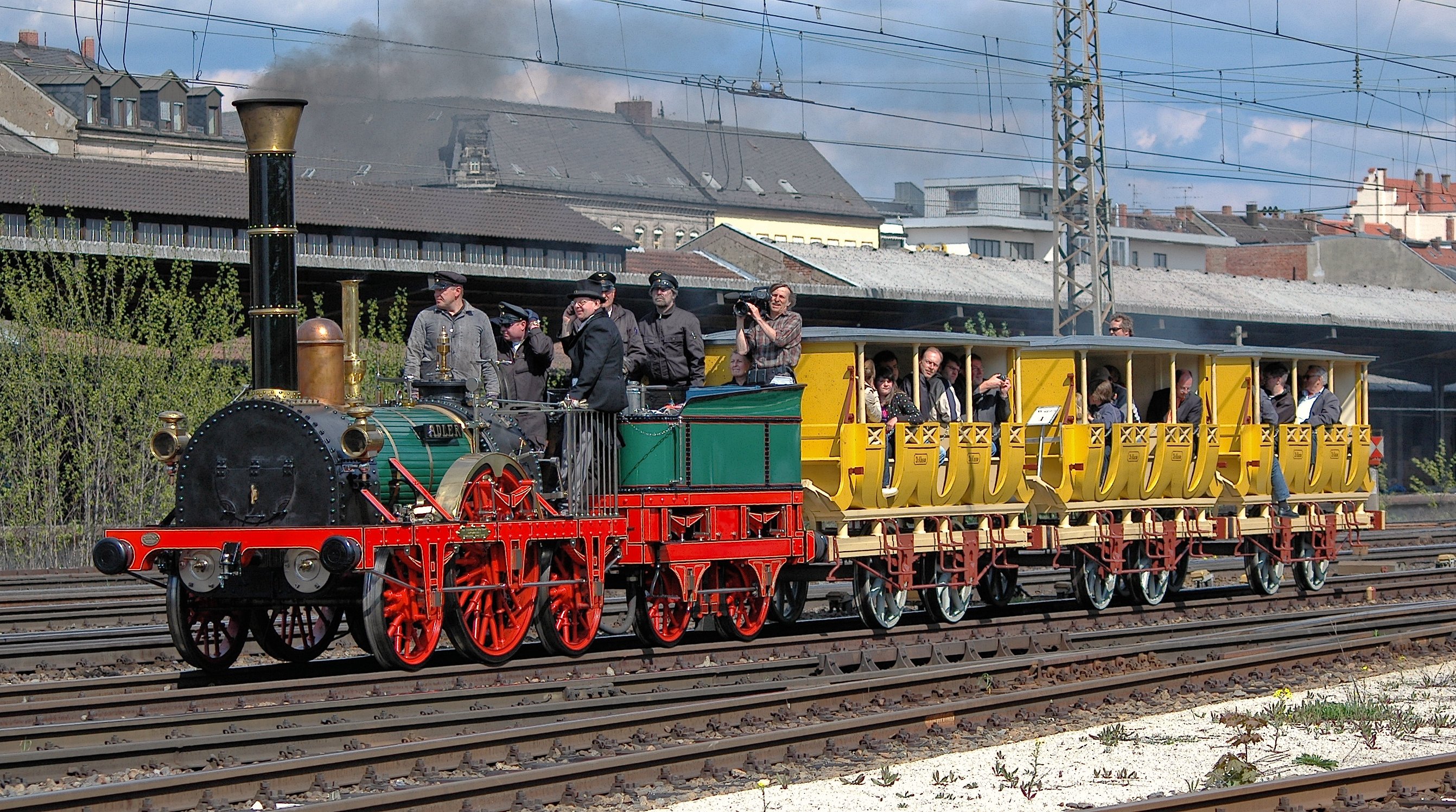
Replikat der Lokomotive 'Adler'

Große Eisenbahnmuseen ließen häufig Dampflokomotiven der ersten Generation, die aufgrund früher Außerdienststellung nicht mehr museal gezeigt werden können, nachbauen. Ein in Deutschland besonders bekanntes Beispiel ist die Nachbildung der Lokomotive Adler des DB Museums. Während in West- und Nordeuropa Replikate von frühen Lokomotiven gängig sind, gibt es solche in den Nachfolgestaaten von Österreich-Ungarn nicht – hier konnten durchwegs Originallokomotiven der ersten Generation museal bewahrt werden.

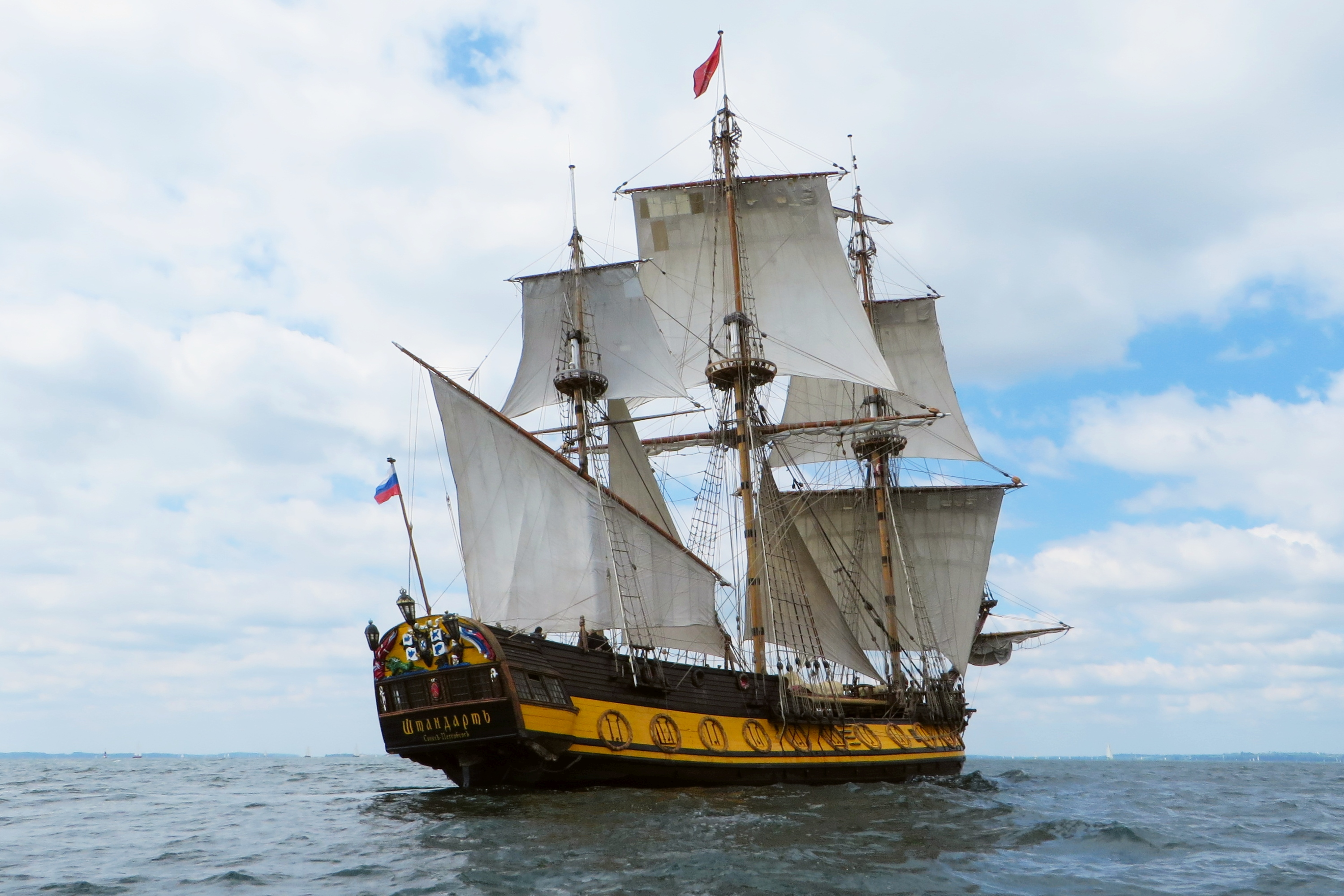
Nachbau (1999) der Shtandart, die Zar Peter der Große 1703 baute

Im Schiffbau bezeichnet man Schiffe als Replika, die äußerlich (von Radar oder Positionslampen abgesehen) einem historischen Segelschiff gleichen, im Inneren aber mit modernem Komfort vom Schiffsdieselmotor (für Fahrten bei Flaute oder im Hafen) bis hin zu Waschmaschine und Mikrowellenherd ausgestattet sind. Je nach Anspruch der Konstrukteure können Segel und Tauwerk aus modernen Kunststoffen oder traditionell per Hand aus Naturmaterialien hergestellt sein. Beispiele für solche Replikas sind die Götheborg oder die Shtandart.
Von seltenen Münzen werden Nachbildungen gefertigt und vermarktet, wie zum Beispiel:
- Gedenkmünze zum 400-jährigen Reformationsjubiläum 1917#Nachbildung
- 1-Billion-Mark-Stück (Provinz Westfalen)#Nachbildung
- Blutdollar#Nachbildung
- Turmtaler#Nachbildung
- Badehosentaler#Nachbildung

In den jeweiligen Artikeln sind meist die Originale abgebildet und die Nachbildungen beschrieben.

## Abgrenzungen
Im Gegensatz zur Rekonstruktion von etwas mehr oder weniger nicht mehr Existierendem oder Unbekanntem stellt die Nachbildung im Sinne einer Kopie die Vervielfältigung von etwas noch Existierendem dar.
Abzugrenzen ist der Begriff der Fälschung. Hierunter versteht man eine Nachbildung (Reproduktion), die aber wider besseres Wissen als Original ausgegeben wird. Letzteres ist insbesondere juristisch relevant. So ist es beispielsweise nicht strafbar, Antiquitäten nachzubilden und mit künstlichen Altersspuren zu versehen, wohl aber der betrügerische Verkauf solcher Replikate als Original. Seriöse Hersteller von Reproduktionen versuchen daher einem solchen Betrug vorzubeugen, etwa indem an nicht störender Stelle eine entsprechende Fabrikmarke o. Ä. angebracht ist, zweckmäßigerweise natürlich so, dass ihre Entfernung nicht möglich ist oder zumindest Spuren zurücklässt.